# Estilística
Estilística (do alemão Stilistik, pelo francês stylistique) é o ramo da linguística que estuda as variações da língua e sua utilização, incluindo o uso estético da linguagem e as suas diferentes aplicações dependendo do contexto ou situação. O objeto preferencial de estudos estilísticos é a literatura - não exclusivamente a "alta literatura" mas também outras formas de textos escritos, na publicidade, política ou religião.
Por exemplo, a linguagem de publicidade, política, religião, autores individuais, ou a linguagem de um certo período, todos pertencem a uma situação particular, um "lugar". Na estilística, analisa-se a capacidade de provocar sugestões e emoções usando certas fórmulas e efeitos de estilo.
Também tenta-se estabelecer os princípios capazes de explicar as escolhas particulares feitas por indivíduos e grupos sociais em seu uso da língua, tal como a socialização, a produção e a recepção do sentido, a análise crítica do discurso e a crítica literária.
Outras características da estilística incluem o uso do diálogo, incluindo acentos regionais e os dialetos de determinado povo ou grupo social, a língua descritiva, o uso da gramática etc.
Muitos linguistas não gostam do termo "estilística". A própria palavra "estilo" possui diversas conotações que dificultam  a  definição do termo. Entretanto, no criticismo linguístico, Roger Fowler diz que, no uso não teórico, a palavra estilística faz sentido e é útil, referindo-se a uma série de contextos literários, tais como o "grande estilo" de John Milton, "o estilo da prosa" de Henry James, o "épico" e "estilo da canção popular" da literatura clássica grega, etc.. Além disso, a estilística é um termo distintivo que pode ser usado para determinar conexões entre forma e efeitos, dentro de uma variedade particular da língua. Consequentemente, a estilística visa ao que "acontece" dentro da língua e o que as associações linguísticas revelam do estilo da linguagem.

## Geral
A situação em que um tipo de linguagem é encontrado pode ser considerada apropriada ou imprópria ao estilo da linguagem usado. Uma carta pessoal de amor provavelmente não possuiria a linguagem apropriada para este tipo de artigo. Entretanto, dentro da língua de uma correspondência romântica o estilo da carta e seu contexto podem estar relacionados. Pode ser intenção do autor incluir uma palavra, frase ou sentença que não apenas transmita os sentimentos de afeição, mas também reflita o ambiente original de sua composição romântica.
Mesmo assim, usando uma linguagem convencional e aparentemente apropriada a um contexto específico, existe a possibilidade de que, nessa linguagem, deixe-se de transmitir fielmente a mensagem ao leitor, precisamente devido à sua convencionalidade. 

### Registro
Na análise linguística, diferentes estilos de linguagem são tecnicamente registrados. O registro consulta as propriedades dentro de uma variedade da língua que associe essa língua com uma situação dada. Isso é diferente de, digamos, uma terminologia profissional que só poderia ser encontrada, por exemplo, em um documento legal ou jornal médico. O linguista Michael Halliday define o registro enfatizando seus padrões e contexto semânticos. Para Halliday, registro é determinado por aquilo que está ocorrendo, quem é que participa e que parte da linguagem está participando. Em "Context and Language", Helen Leckie-Tarry sugere que teoria de Halliday sobre registros visa a propor relações entre função da linguagem, determinada por fatores situacionais ou sociais, e forma da língua.
O linguista William Downes diz que a principal característica do registro, não importando quão peculiar ou diverso este possa ser, é a de que seja evidente e imediatamente reconhecível.
Halliday dá grande ênfase ao contexto social e de registro, e distingue do registro do dialeto, que é uma variedade, de acordo com usuário, no sentido de que cada orador utiliza uma variedade e a usa tempo todo, e não, como é no registro, uma variedade de acordo com o uso, no sentido de que cada orador tem um leque de variedades e escolhe entre elas em momentos diferentes.

### Campo, conteúdo e modo
Halliday classifica a estrutura da semiótica como "campo", "conteúdo" e "modo", que, ele sugere, tende a determinar a seleção de opções correspondentes em um componente da semântica. O linguista David Crystal salienta que o "conteúdo" de Halliday está como um equivalente para a expressão 'estilo', que é uma alternativa mais específica utilizada por linguistas para evitar ambiguidade.

## Divisões
A divisão proposta pelo francês Pierre Giraud abarca duas condições de origem: aquelas figuras usadas pelo próprio idioma (estilística da língua), e aquelas criadas pelo autor (estilística genética)
Para aqueles que a entendem como uma divisão da gramática, a Estilística divide-se em:
- Figuras de sintaxe ou de construção - das quais as mais importantes são a elipse (com a subespécie zeugma), pleonasmo, polissíndeto, inversão (hipérbato, anástrofe, prolepse e sínquise), anacoluto, silepse, onomatopeia e repetição.
- Figuras de palavras - onde tem-se a metáfora, a metonímia (e seu caso especial: a sinédoque), catacrese e antonomásia.
- Figuras de pensamento - antítese, apóstrofe, eufemismo, disfemismo, hipérbole, ironia (antífrase), personificação e retificação.

Segundo ainda essa divisão, a ela cabem, também, o estudo dos chamados vícios de linguagem, tais como a ambiguidade (anfibologia), barbarismo, cacofonia, estrangeirismo, colisão, eco, hiato, preciosismo, queismo, solecismo e obscuridade.